# 制首烏
制首烏(學名：Polygonum Multiflorum Thunb)，是蓼科蓼屬植物何首烏的塊根，再以黑豆汁及黃酒拌勻，燉或蒸至內外均呈現棕褐色，然而再曬乾而成。何首烏為多年生的纏繞草本，主要生長在海拔200-800米的草坡、丘陵及灌叢中。

## 形狀
未經蒸製的何首烏，呈紡錘型或塊狀，約6.5-15厘米長，外形呈紅褐至紅棕色，表面凹凸不平，有皺紋，橫切面呈雲狀花紋。質地堅實，不易折斷，粉性。

## 分佈
首烏主要分怖於中國河南、湖北、華東、陝西及甘肅等地。廣東、廣西、四川都有人工栽種的首烏出產，當中以廣東省的種植歷史最長。廣東德慶錦縣有「首烏之鄉」的美譽，因為所出產的首烏質量重、粉性足，品質十分優良。現時出產的首烏多以野生為主，但人工培植的數量亦不斷增加。

## 功效
制首烏味道甘厚又澀，藥性微溫，歸屬肝、腎經。制首烏經炮製後，卵磷脂及糖的含量更加豐富，補益效果更佳。在用藥上，因為制首烏幾乎不含毒性，所以使用率較生首烏高。制首烏的用法 始載於《日華子本草》，具養肝固腎、補益精血、滋陰烏鬚、強健筋骨的功效。多用於頭暈耳鳴，血虛萎黃，脫髮白髮，肢體麻木，腰膝酸軟等症。
制首烏專門針對因腎虛肝陽上亢及陰血虛虧而導致的頭暈目眩，耳鳴心悸，多夢失眠，腰酸肢麻等症，具有養肝固腎、平衡陰陽，補血滋陰，鎮靜安眠的作用。制首烏蘊含多種重要的微量元素，當中以鐵量最為豐富，補血功效遠高於當歸、阿膠、枸杞子等中藥材。對因肝腎虧虛而患有月經不調或崩漏症的女子，制首烏出眾的補益精血效果，能用以養血調經。於護髮上，制首烏能補益精血，養肝固腎，預防脫髮及白髮的問題。另外，制首烏有抗氧化的功能，能抵抗自由基的侵害，延緩細胞老化。
於現代用法中，研究顯示制首烏具有保護肝臟的作用，所以較常用作預防及控制血脂、穩定高血壓及促進心血管健康。

## 注意
- 大便溏瀉、濕痰較重及脾胃不良者不宜
- 孕婦及女性月經來時亦不應多吃